# Шайхутдинов, Гимай Фасхутдинович
Гимай Фасхутдинович Шайхутдинов (21 июня 1901 года — 6 сентября 1952 года) — командир батареи 89-го гвардейского артиллерийского полка (41-я гвардейская стрелковая дивизия, 4-я гвардейская армия, 2-й Украинский фронт), лейтенант, Герой Советского Союза.

## Биография
Гимай Фасхутдинович Шайхутдинов родился 21 июня 1913 года в селе Красная Горка Уфимского уезда Уфимской губернии.Татарин. В 1935 году Гимай Фасхутдинович окончил Уфимский лесотехнический техникум. Член КПСС с 1942 года.
Работал в Иглинском лесхозе Башкирской АССР. В 1935—1937 годах служил в рядах Красной Армии. В 1937—1941 годах работал председателем Нуримановского райкома Осоавиахим.
В июне 1941 году Шайхутдинов был призван в Красную Армию Нуримановским райвоенкоматом. Окончил Ленинградское артиллерийское училище в 1943 году.
В действующей армии с 9 января 1944 года. Воевал на 2-м Украинском фронте.
Командир батареи 89-го гвардейского артиллерийского полка 41-й гвардейской стрелковой дивизии 4-й гвардейской армии 2-го Украинского фронта гвардии лейтенант Г. Ф. Шайхутдинов отличился в боях по уничтожению Корсунь-Шевченковской группировки противника.
После увольнения в запас (1945) Г. Ф. Шайхутдинов вернулся на родину: работал председателем Нуримановского районного комитета Башосоавиахима, в 1950 заведующий Государственной трудовой сберегательной кассой. Избирался депутатом Верховного Совета Башкирской АССР 2‑го созыва.
Умер 6 сентября 1952 года, похоронен в селе Красная Горка Нуримановского района Башкирии.

## Подвиг
«17 февраля 1944 г. около с. Журжинцы Лысянского района Черкасской области гитлеровцы, стремясь вырваться из окружения, неоднократно атаковали позиции батареи. Артиллеристы точным огнём отражали все атаки, а когда кончились снаряды и немцы окружили батарею, Г. Ф. Шайхутдинов организовал круговую оборону. Бойцы батареи из личного орудия уничтожили 250 фашистов и отстояли свои позиции».
Звание Героя Советского Союза Г. Ф. Шайхутдинову присвоено 13 сентября 1944 года.

## Память
На месте подвига артиллеристов установлен обелиск. В музее Корсунь-Шевченковской битвы экспонируются боевые реликвии и документы, свидетельствующие о подвиге Г. Ф. Шайхутдинова. Именем Героя названа улица в селе Красная Горка Нуримановского района.

## Награды
- Медаль «Золотая Звезда» Героя Советского Союза (13.09.1944)[3][4];
- орден Ленина (13.09.1944);
- орден Красной Звезды (15.10.1944)[5];
- медали.